# Marennes, Charente-Maritime
Marennes là một xã trong tỉnh Charente-Maritime trong vùng Nouvelle-Aquitaine tây nam nước Pháp. Xã này nằm ở khu vực có độ cao từ 0-21 mét trên mực nước biển. 
Đây là trung tâm nuôi sò.